# Толстовка (Курская область)
Толсто́вка — деревня в Железногорском районе Курской области России. Входит в состав Линецкого сельсовета. По состоянию на 2014 год постоянное население отсутствует.

## География
Расположена на юго-востоке района, в 33 км к юго-востоку от Железногорска на левом берегу Радубежского ручья, притока Усожи. Высота над уровнем моря — 198 м. С севера к Толстовке примыкает деревня Трубицыно, к югу, за балкой Чистый Лог, в которой протекает ручей-приток Радубежского ручья, расположена деревня Понизовка.

## Этимология
Название деревни произошло от фамилии местных жителей — однодворцев Толстых. В источниках XVIII—XIX веков деревня записывалась как Толстая или Толстая на Товаринском колодезе.

## История
Деревня Толстовка возникла во второй половине XVIII века как обособившийся от остальной части села Радубеж двор однодворца Савелия Яковлевича Толстого (1753—1826). Со временем, по мере увеличения числа потомков Савелия Яковлевича, деревня разрослась до нескольких дворов.
Жители деревни были прихожанами храма Николая Чудотворца села Радубеж, однако в метрических книгах их записывали просто как жителей Радубежа, не обозначая деревню Толстовку. В то же время в ревизских сказках деревня Толстая записывалась отдельно от села Радубеж.
По данным 5-й ревизии 1795 года в деревне Толстой на Товаринском колодезе жила одна семья однодворцев Толстых, состоявшая из 13 человек (6 мужского пола и 7 женского). Также здесь проживало 7 однодворческих крестьян, принадлежавших Толстым (3 мужского пола и 4 женского).
По данным 7-й ревизии 1816 года деревня Толстая на Товаринском колодезе состояла из 1 большого двора однодворцев Толстых, в котором проживало 25 человек (13 мужского пола и 12 женского). Также в деревне проживало 11 однодворческих крестьян (4 мужского пола и 7 женского), принадлежавших Толстым.
По данным 8-й ревизии 1834 года деревня Толстая состояла из 4-х дворов однодворцев Толстых, в которых проживало 44 человека (24 мужского пола и 20 женского). В то время местные однодворцы входили в подчинение Шаховской казённой волости Фатежского уезда. Также в деревне проживало 9 однодворческих крестьян (4 мужского пола и 5 женского), которые принадлежали Толстым.
Между 8-й и 9-й ревизиями однодворческие крестьяне, принадлежавшие Толстым, были выкуплены государством и переселились из Толстовки.
По данным 9-й ревизии 1850 года деревня Толстая состояла из 4-х дворов однодворцев Толстых, в которых проживал 61 человек (30 мужского пола и 31 женского). По данным 9-й и 10-й ревизий местные жители состояли в Ждановском сельском обществе Нижнереутской казённой волости Фатежского уезда.
По данным 10-й ревизии 1858 года деревня Толстая состояла из 4-х дворов однодворцев Толстых, в которых проживало 74 человека (35 мужского пола и 39 женского).
В 1862 году в казённой деревне Толстой при речке Радубеж было 5 дворов, проживало 69 человек (34 мужского пола и 35 женского). 
По данным земской переписи 1883 года в деревне было 11 дворов, которые по-прежнему населяли исключительно бывшие однодворцы Толсты́е.
В дальнейшем, вплоть до середины XX века, в различных документах Толстовка числилась то в составе села Радубеж, то выделялась в отдельную деревню. В 1954 году в результате раздела Радубежа на несколько деревень и хуторов окончательно приобрела статус самостоятельно населённого пункта. 
В 1954—1959 годах находилась в составе Нижнехалчанского сельсовета Фатежского района, затем — в составе Линецкого сельсовета Фатежского района. До 1959 года крестьянские хозяйства Толстовки числились в колхозе «Путь Ильича» (центр в д. Журавинка), затем были отнесены к колхозу «Россия» (центр в с. Линец). В декабре 1991 года вместе с Линецким сельсоветом передана в состав Железногорского района. 
По данным 2014 года постоянное население в Толстовке отсутствует, однако летом здесь проживает несколько семей. В деревню проведён газ.

## Население
| 1862 | 1979 | 2002 | 2010 | 2014 |
| ---- | ---- | ---- | ---- | ---- |
| 69   | ↘25  | ↘5   | ↘1   | ↘0   |